# Toscana-Terra di ciclismo-Coppa delle Nazioni
A Toscana-Terra di ciclismo-Coppa delle Nazioni é uma competição de ciclismo profissional por etapas italiana, limitada a corredores sub-23, que se disputa na Toscana, no mês de abril.
Criou-se em 2011 fazendo parte do UCI Europe Tour, dentro da categoria 2.Ncup (última categoria do profissionalismo e pontuável para a Copa das Nações UCI), a sua última edição foi ao ano seguinte em 2012. Em 2017 a corrida regressou dentro da categoria 2.2U.
A sua primeira edição teve 5 etapas.

## Palmarés
| Ano                              | Ganhador        | Segundo          | Terceiro            |
| Toscana-Terra di ciclismo        |                 |                  |                     |
| -------------------------------- | --------------- | ---------------- | ------------------- |
| 2011                             | Georg Preidler  | Fabio Aru        | David de la Cruz    |
| 2012                             | Fabio Aru       | Tim Wellens      | Francesco Bongiorno |
| 2013-2016                        | Não se disputou | Não se disputou  | Não se disputou     |
| Toscana Terra di Ciclismo Eroica |                 |                  |                     |
| 2017                             | Jai Hindley     | Robert Stannard  | Lucas Hamilton      |
| 2018                             | Andrea Bagioli  | Aleksandr Vlasov | Cristian Scaroni    |

## Palmarés por países
| País      | Vitórias |
| --------- | -------- |
| Itália    | 2        |
| Áustria   | 1        |
| Austrália | 1        |